# Vermilion (Ohio)
Vermilion ist eine City in Lorain und Erie County im US-Bundesstaat Ohio liegt. Das U.S. Census Bureau ermittelte bei der Volkszählung 2020 eine Einwohnerzahl von 10.659.

## Geographie
Vermilion befindet sich 55 Kilometer westlich von Cleveland und 100 Kilometer östlich von Toledo am Südufer des Eriesees. Der Vermilion River fließt durch die Stadt und mündet in den Eriesee. Im Süden führt die Interstate 90 vorbei.

## Geschichte

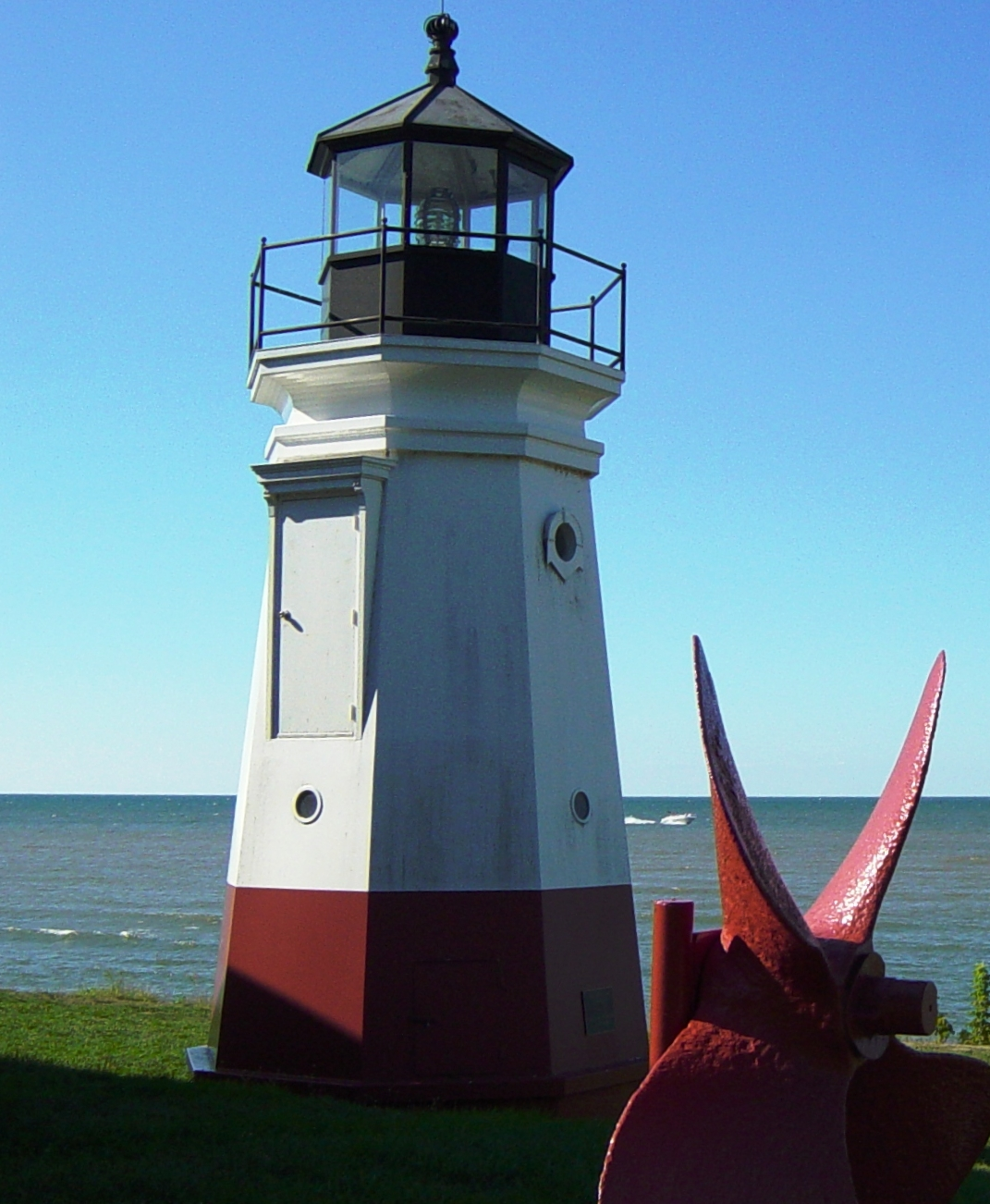
Leuchtturm in Vermilion

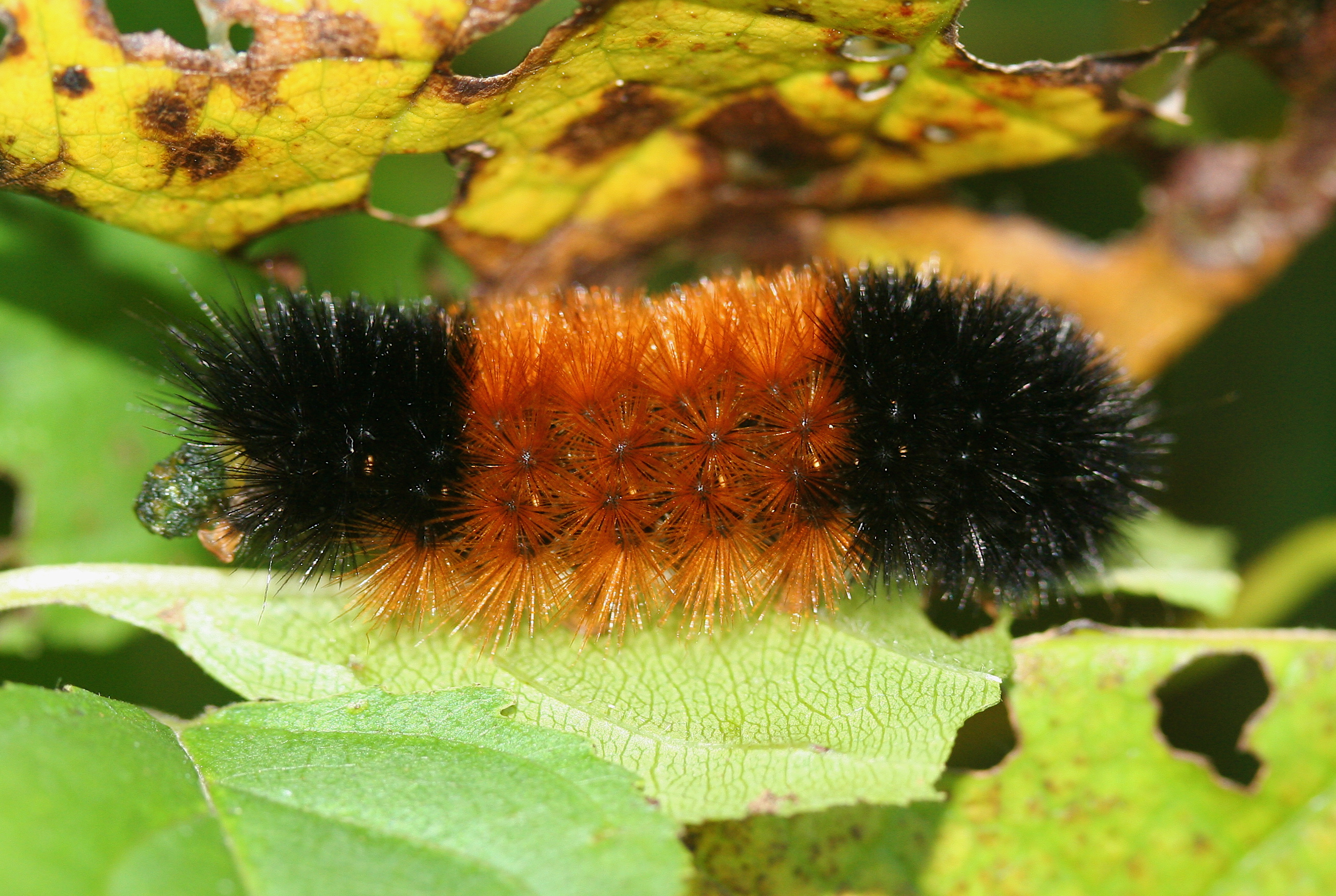
Raupe des Woollybear (Pyrrharctia isabella)

Ureinwohner der Gegend waren die Erieindianer. Aufgrund der günstigen Lage am Eriesee ließen sich Fischer und Seefahrer in dem Ort nieder, der Mitte des 19. Jahrhunderts eine Hafenanlage anlegte. 1877 wurde der Bau eines Leuchtturms abgeschlossen. Vermilion war während der Zeit der Prohibition ein gefragter Ort für den illegalen Handel mit Alkohol zwischen den USA und Kanada. Der Name des Ortes geht auf den durch die Stadt fließenden Vermilion River zurück. Hauptlebensgrundlage der Einwohner wurde im 20. Jahrhundert der Bau von Schiffen sowie der Handel mit Fischereiprodukten.
In neuerer Zeit gewinnt der Ort zunehmend als Altersruhesitz an Attraktivität, wurde touristisch mit verschiedenen Wassersport- und Fischereiangeboten aktiv und wirbt mit dem Motto A Small Town on a Great Lake (Eine kleine Stadt an einem großartigen See). Ein dreitägiges Fischerei-Festival lockt in jedem Jahr viele Besucher an.
Eine weitere Touristenattraktion in Vermilion ist das in jedem Jahr im Herbst stattfindende Woollybear-Festival. Hierbei steht die Raupe des zu den Bärenspinnern zählenden Schmetterlings Pyrrharctia isabella im Mittelpunkt. Eine Folklore besagt, dass die Ausdehnung der rotbraunen und schwarzen Haare auf der Raupe im Herbst eine Voraussage auf die Intensität des kommenden Winters gibt. Dabei wird angenommen, dass, wenn der rotbraune Streifen breit ist, der Winter mild und wenn der rotbraune Streifen schmal ist, der Winter sehr kalt sein wird. Wissenschaftlich lässt sich diese Theorie nicht begründen, was die zunehmende Popularität der Veranstaltung jedoch nicht beeinträchtigt. Die Stadt suchte wohl eher einen Anlass, um ein Volksfest veranstalten zu können, wobei sich die Kombination Tier/Wetter dazu besonders gut eignet. In dieser Hinsicht am bekanntesten in den USA ist der Groundhog Day.
In Vermilion ist eine Vielzahl antiker und historisch wertvoller Gebäude erhalten, zum Großteil die Wohnhäuser ehemaliger Schiffskapitäne. Im National Register of Historic Places in Vermilion, Ohio sind diese Gebäude aufgelistet. Dazu zählen:

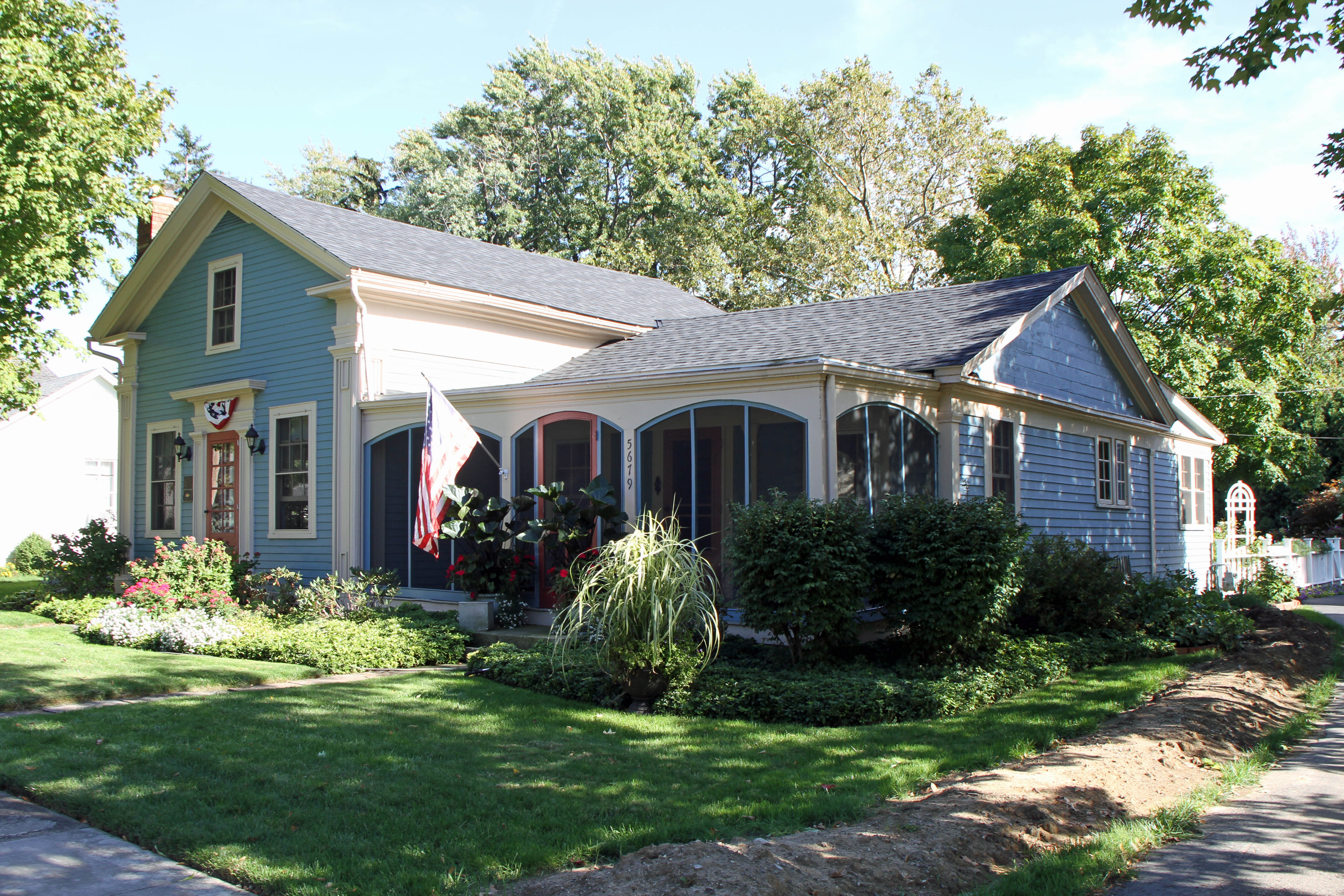
Capt. Alva Bradley House
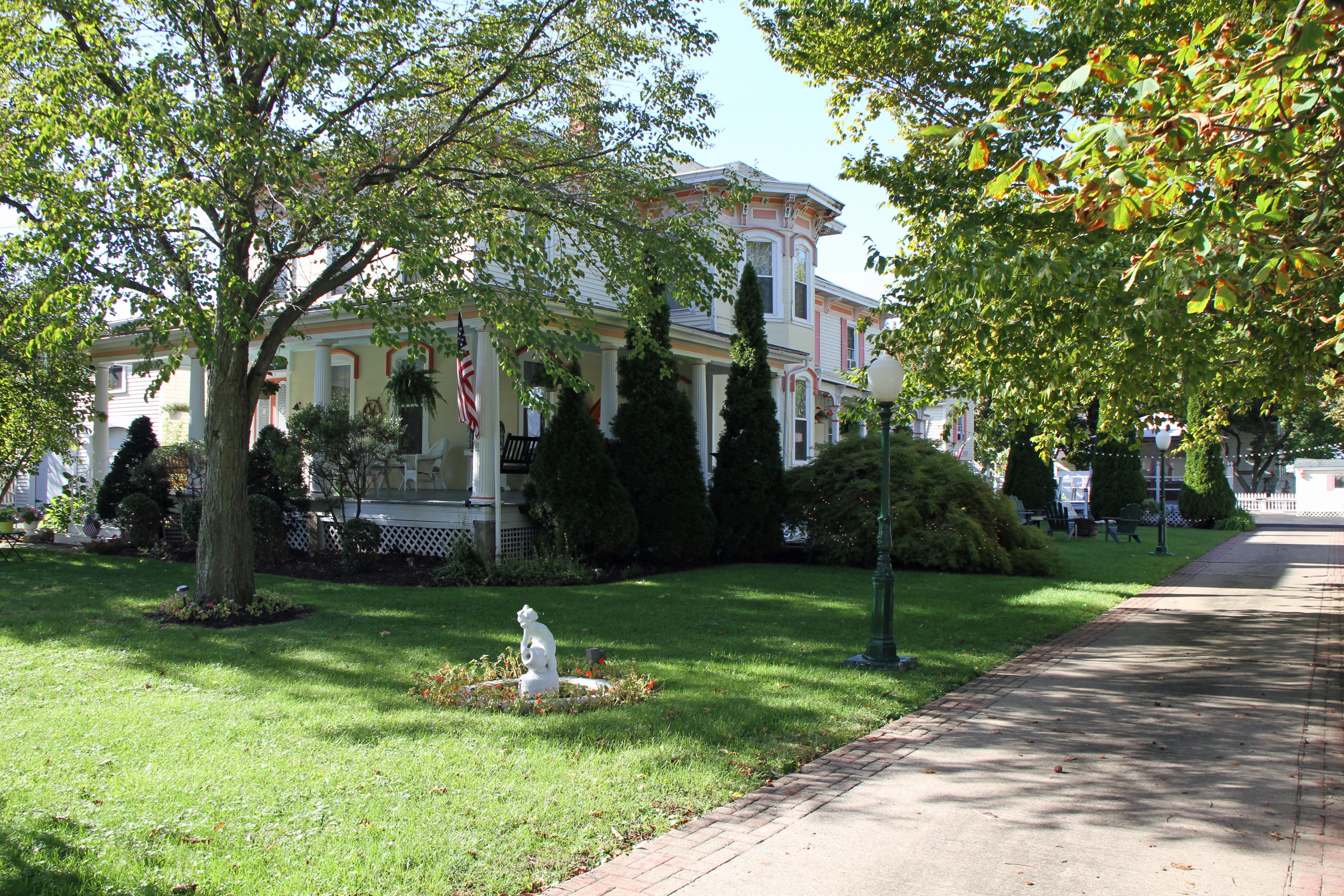
Capt. Gilchrist House
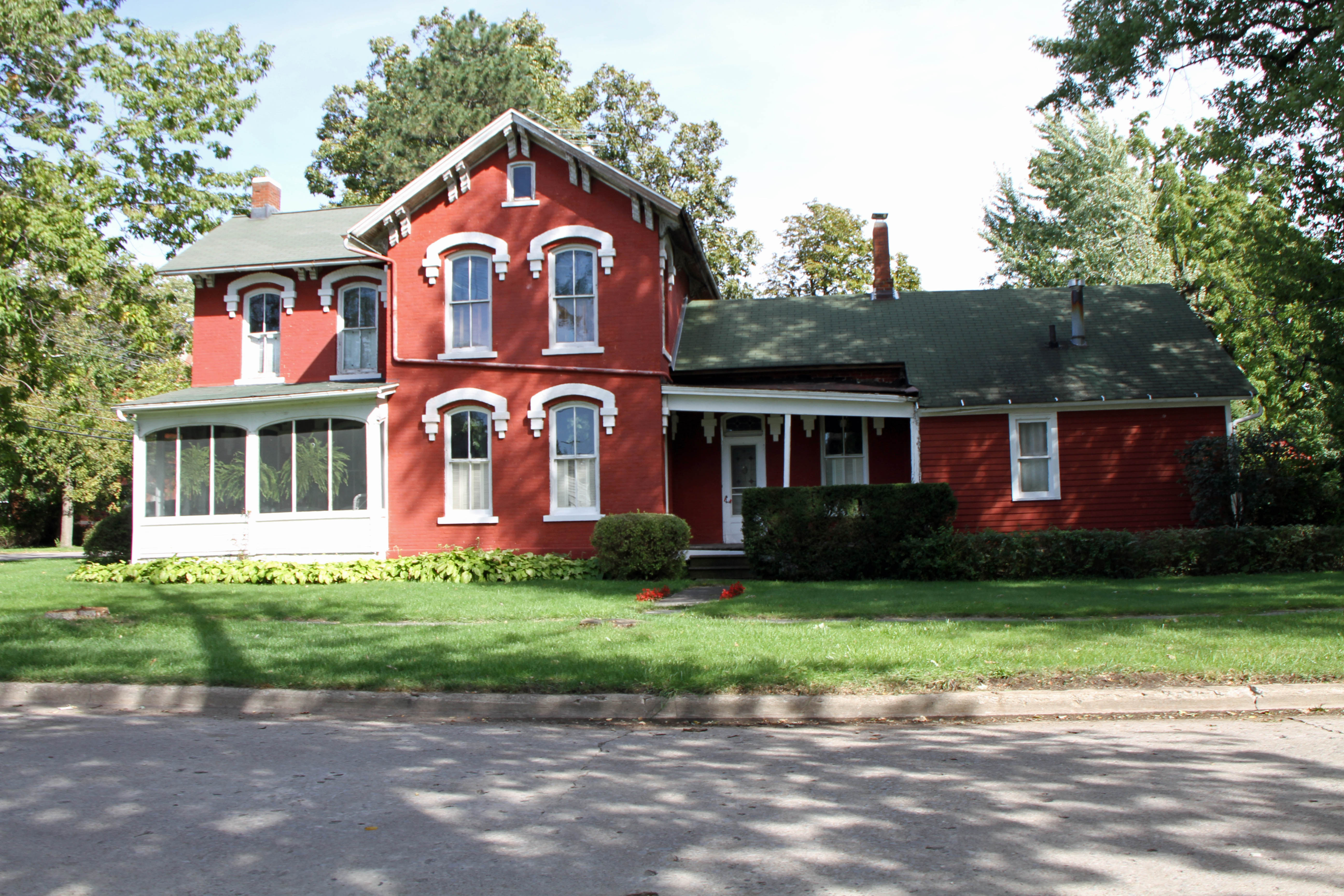
Capt. Gilchrist Sr. House
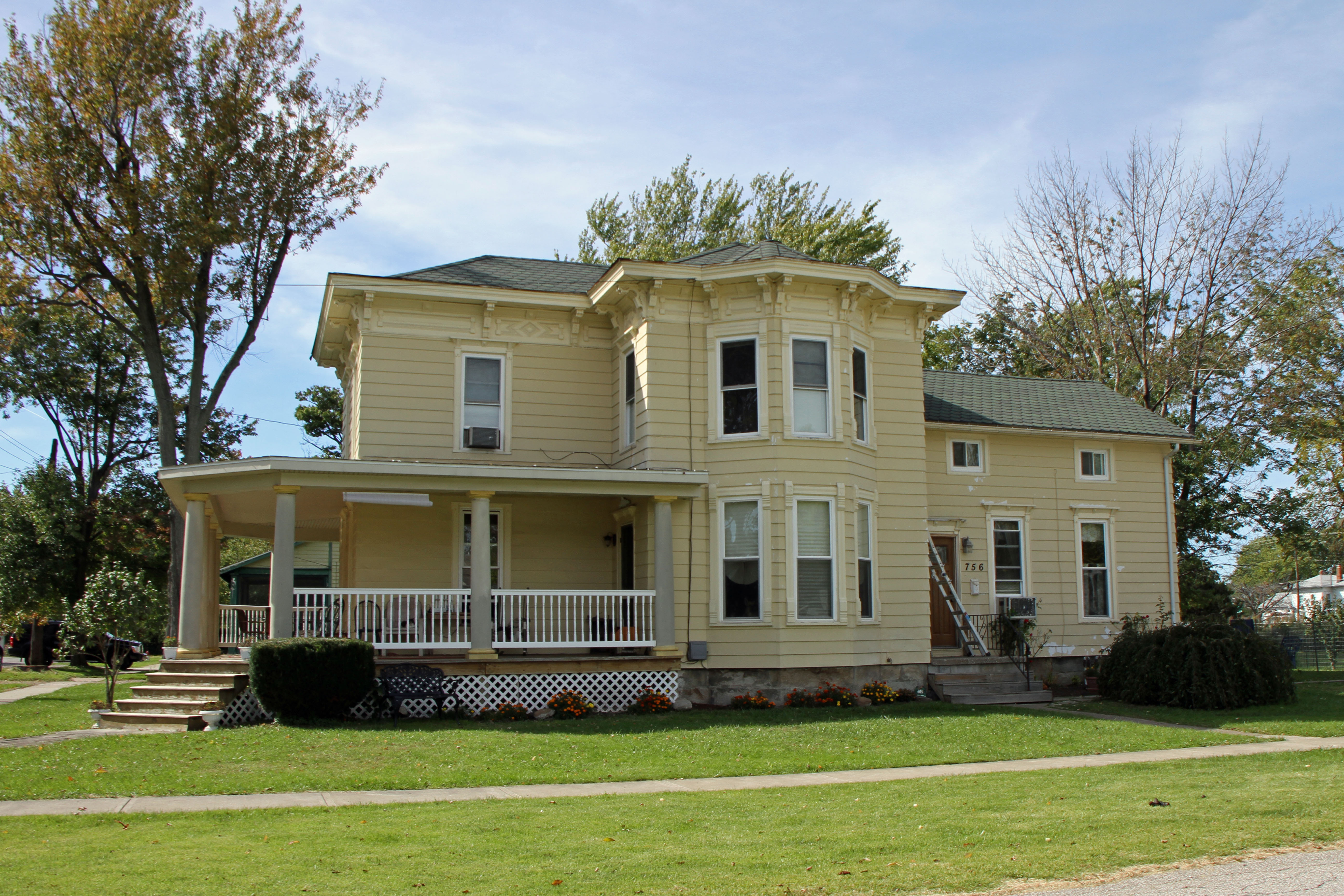
Capt. Meyer’s House
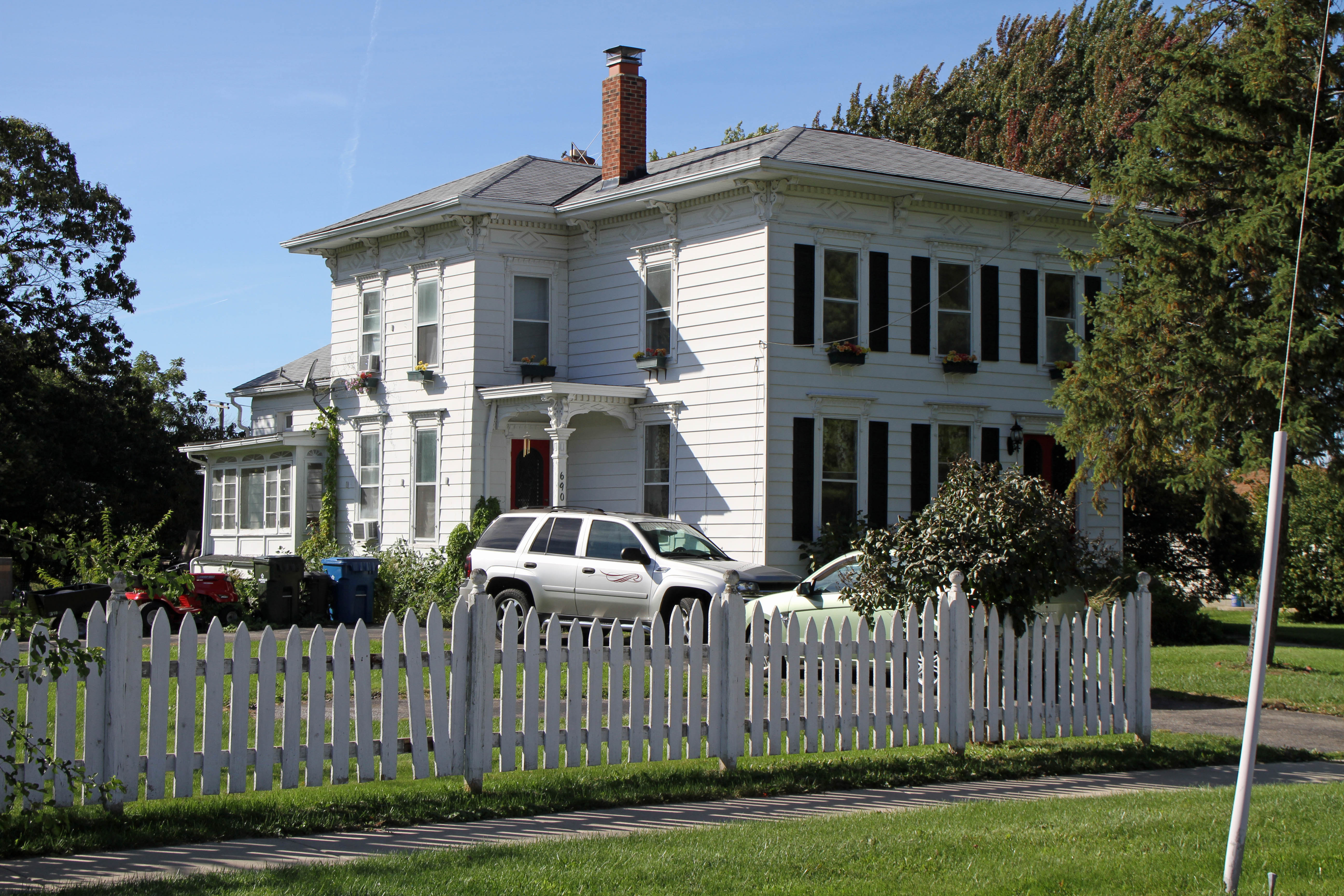
Capt. Rae House
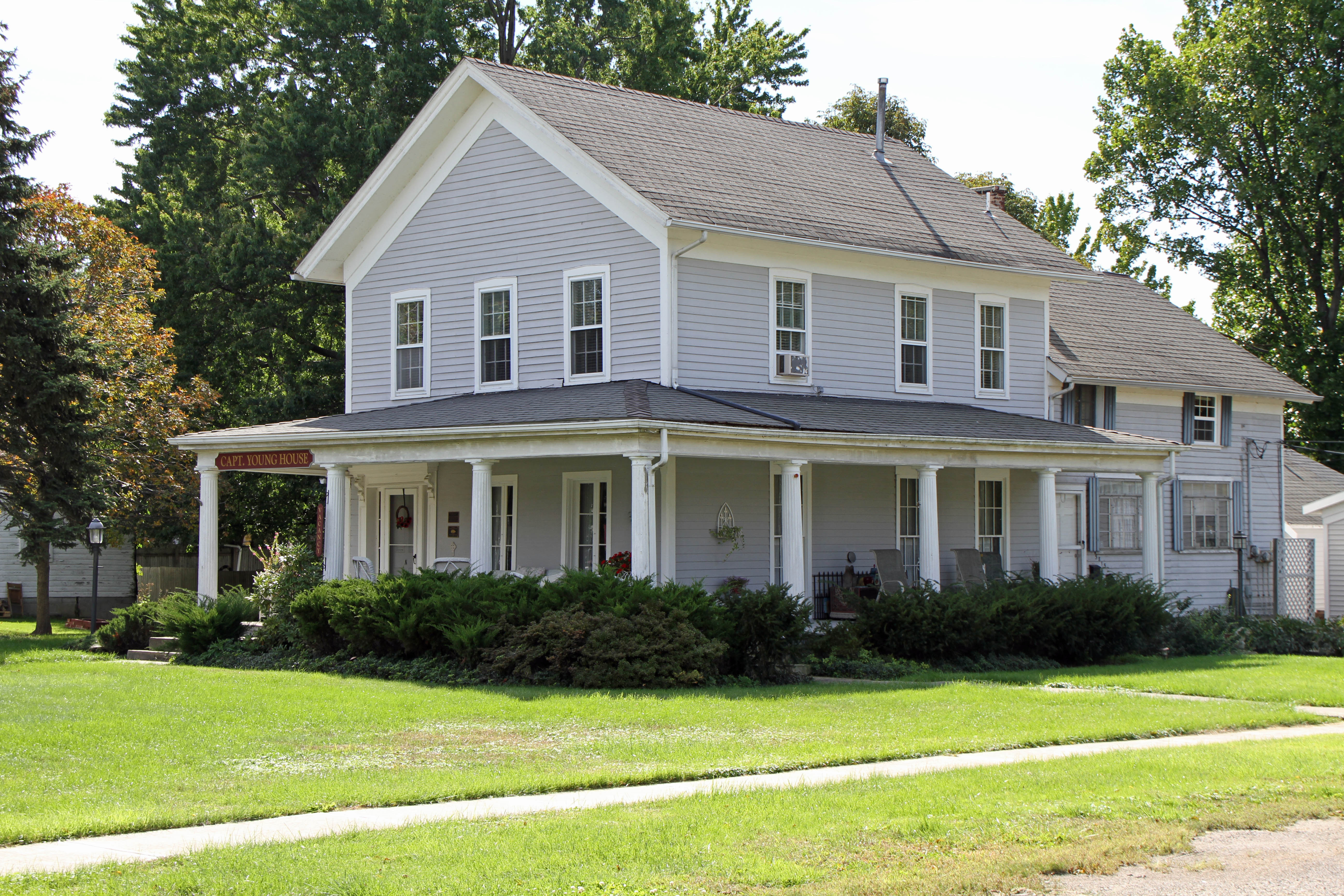
Capt. Young House

## Demografische Daten
Im Jahr 2014 wurde eine Einwohnerzahl von 10.478 Personen ermittelt. Dies bedeutet eine Abnahme gegenüber 2000 um 4,1 %. Das Durchschnittsalter lag 2014 mit 47,3 Jahren deutlich über dem Wert von Ohio, der 39,3 Jahre betrug.

## Söhne und Töchter der Stadt
- Albert David Baumhart (1908–2001), Politiker